# Darkstat
Darkstat es una herramienta para monitorizar una red de computadoras, la cual analiza el tráfico de la red y de acuerdo a los datos obtenidos genera un informe estadístico en formato HTML. Entre las observaciones que realiza el programa, permite: realizar la estadística de direcciones que se generan en la comunicación entre hosts, el tráfico que se produce y los diferentes números de puertos usados por los diversos protocolos. Adicionalmente, el programa permite obtener un breve resumen y gráficos por periodos de tiempo de los paquetes analizados desde que se empieza a ejecutar el programa.